# Monte Besar
Monte Besar (en indonesio: Gunung Besar) es un estratovolcán en el sureste de Sumatra, en el país asiático de Indonesia. Un depósito de azufre menor puede ser visto en el cráter. Un gran campo con fumarolas llamado Marga Bayur se encuentra a lo largo de sus flancos norte-suroeste o lo que es lo mismo en el sistema de la falla Semangko.